# Planumon
Planumon is een geslacht van kreeftachtigen uit de klasse van de Malacostraca (hogere kreeftachtigen).

## Soort
- Planumon cochinchinense (de Man, 1898)